# 万方数据
万方数据知识服务平台是由北京万方数据股份有限公司创立的数字内容出版平台，是与中国知网、维普资讯并列的中国大陆地區三大学术资源数据库。
万方数据股份有限公司是中国科技部下属中国科技信息研究所的下属公司。中国科技信息研究所是中国大陆地区首家国际DOI基金会授权的DOI代理机构，但其代理职责直到2011年11月一直由万方数据代行。